# Kiriyama-Preis
Der Kiriyama-Preis war ein zwischen 1996 und 2008 jährlich verliehener internationaler Völkerverständigungs- und Literaturpreis für herausragende Buch-Neuerscheinungen aus den Pazifik-Anrainer-Ländern. Dahinter stand ein Non-Profit-Verein namens Pacific Rim Voices mit Sitz in San Francisco. Das Preisgeld betrug insgesamt 30.000 Dollar. Die Summe wurde zu gleichen Teilen an ein Werk der Belletristik (Roman, Lyrik oder Kurzgeschichtensammlung, keine Anthologien) sowie ein Sachbuch aufgeteilt. In den ersten drei Jahren wurde nur ein Gesamtsieger gekürt. Der Preis-Wettbewerb wurde erstmals 1996 durchgeführt.

## Kriterien
Um für den Kiriyama-Wettbewerb in Frage zu kommen, musste ein neuerschienenes Buch inhaltlich von Kultur oder Alltagsleben in einer der Pazifik-Anrainer-Großregionen handeln. Geografisch gehören dazu A) die Nordpazifik-Anrainer (Japan, China, Korea etc.), B) Südostasien (Indonesien, Indochina-Region etc.) C) Ozeanien (Australien, Neuseeland, Inselwelt etc.) D) der indische Subkontinent und E) der amerikanische Kontinent (Nord-, Mittel und Südamerika), soweit die Länder an den Pazifischen Ozean grenzen. Die fünf Regionen waren auf einer Landkarte abgebildet, die auf der Homepage des Vereins stand. Von großen, kontinentübergreifenden Staaten wie Kanada oder die USA waren aus Gründen der Ausgewogenheit nur die an den Pazifik angrenzenden Bundesländer zugelassen. 
Die eingereichten Bücher mussten in englischer Sprache vorliegen. Ob im Original oder in Übersetzung war nicht von Belang. Es durften maximal zwei Autoren pro Buch sein.
Ausschließlich anerkannte Verlage waren berechtigt, ihre neuen Bücher vorzuschlagen. Die Vorschläge waren bis Ende Oktober abzugeben. In den folgenden drei Monaten wurden die Entscheidungen getroffen. Ende Februar wurde die Shortlist mit den fünf Endrunden-Teilnehmern veröffentlicht. Die beiden Gewinner – je einer für Belletristik und Sachbuch – wurden Ende März in einer öffentlichen Veranstaltung verkündet.
Die Jurys bestanden aus Gruppen von fünf Sachkundigen, je für das Sachbuch und die Belletristik getrennt. Darunter sind häufig Finalisten der Vorjahre und andere namhafte Persönlichkeiten des literarischen Lebens aus den beteiligten Ländern.

## Preisträger
- 2008 Lloyd Jones: Mister Pip (Fiktion); Julia Whitty: The Fragile Edge: Diving and Other Adventures in the South Pacific (Sachbuch)
- 2007 Haruki Murakami: Blinde Weide, schlafende Frau (Fiktion); Greg Mortenson und David Oliver Relin: Three Cups of Tea (Sachbuch)
- 2006 Luis Alberto Urrea: The Hummingbird’s Daughter (Fiktion); Piers Vitebsky: The Reindeer People (Sachbuch)
- 2005 Nadeem Aslam: Maps for Lost Lovers (Fiktion); Suketu Mehta: Maximum City: Bombay Lost and Found (Sachbuch)
- 2004 Shan Sa: The Girl Who Played Go (Fiktion); Inga Clendinnen: Dancing with Strangers (Sachbuch)
- 2003 keine Verleihung
- 2002 Rohinton Mistry: Family Matters (Fiktion); Pascal Khoo Thwee: From the Land of Green Ghosts (Sachbuch)
- 2001 Patricia Grace: Dogside Story (Fiktion); Peter Hessler: River Town: Two Years on the Yangtze (Sachbuch)
- 2000 Michael Ondaatje: Anil’s Ghost (Fiktion); Michael David Kwan: Things That Must Not Be Forgotten: A Childhood in Wartime China (Sachbuch)
- 1999 Cheng Ch’ing-wen: Three-Legged Horse (Fiktion); Andrew X. Pham: Catfish and Mandala: A Two-Wheeled Journey through the Landscape and Memory of Vietnam (Sachbuch)

Nur einen Gesamt-Preisträger in den ersten Jahren 1996 bis 1998
- 1998 Ruth L. Ozeki: My Year of Meats (Sachbuch)
- 1997 Patrick Smith: Japan: A Reinterpretation (Sachbuch)
- 1996 Alan Brown: Audrey Hepburn’s Neck (Fiktion);

## Vorkommnisse
Der Belletristik-Preis 2007 wurde an Haruki Murakami verliehen für seinen Kurzgeschichten-Band Blinde Weide, schlafende Frau. Der Japaner nahm ihn aus persönlichen Gründen nicht an. Die offizielle Homepage spricht von: „declined to accept the award for reasons of personal principle“.